# Partido Conservador Escocês
O Partido Conservador Escocês (em inglês: Scottish Conservative Party; em escocês gaélico: Pàrtaidh Tòraidheach na h-Alba; em scots: Scots Conservative an Unionist Pairty) é um partido político da Escócia.
O actual Partido Conservador foi fundado em 1965, após a fusão do Partido Unionista com o Partido Conservador, e, desde então, se tornou a secção escocesa dos Conservadores britânicos na Escócia.
Ideologicamente, os conservadores são um partido de centro-direita, seguindo uma linha conservadora, liberal económica e defensora da união da Escócia com o Reino Unido.

## Resultados eleitorais

### Eleições legislativas do Reino Unido

#### Resultados referentes à Escócia
| Data    | Votos     | %          | +/-  | Deputados | +/-     | Status            |
| ------- | --------- | ---------- | ---- | --------- | ------- | ----------------- |
| 1966    | 960 675   | 37,6 (2.º) |      | 20 / 71   |         | Oposição          |
| 1970    | 1 020 674 | 38,0 (2.º) | 0,4  | 23 / 71   | 3       | Governo           |
| 02/1974 | 950 668   | 32,9 (2.º) | 5,1  | 21 / 71   | 2       | Oposição          |
| 10/1974 | 681 327   | 24,7 (3.º) | 8,2  | 16 / 71   | 5       | Oposição          |
| 1979    | 916 155   | 31,4 (2.º) | 6,7  | 22 / 71   | 6       | Governo           |
| 1983    | 801 487   | 28,4 (2.º) | 3,0  | 21 / 72   | 1       | Governo           |
| 1987    | 713 081   | 24,0 (2.º) | 4,4  | 10 / 72   | 11      | Governo           |
| 1992    | 751 950   | 25,6 (2.º) | 1,6  | 11 / 72   | 1       | Governo           |
| 1997    | 493 059   | 17,5 (3.º) | 8,1  | 0 / 72    | 11      | Extra-parlamentar |
| 2001    | 360 658   | 15,6 (4.º) | 1,9  | 1 / 72    | 1       | Oposição          |
| 2005    | 369 388   | 15,8 (4.º) | 0,2  | 1 / 59    | Estável | Oposição          |
| 2010    | 412 855   | 16,7 (4.º) | 0,9  | 1 / 59    | Estável | Governo           |
| 2015    | 434 097   | 14,9 (3.º) | 1,8  | 1 / 59    | Estável | Governo           |
| 2017    | 757 949   | 28,6 (2.º) | 13,7 | 13 / 59   | 12      | Governo           |

### Eleições regionais da Escócia
| Data | Distrito Eleitoral | Distrito Eleitoral | Distrito Eleitoral | Regional | Regional   | Regional | Deputados | +/-     | Status   |
| Data | Votos              | %                  | +/-                | Votos    | %          | +/-      | Deputados | +/-     | Status   |
| ---- | ------------------ | ------------------ | ------------------ | -------- | ---------- | -------- | --------- | ------- | -------- |
| 1999 | 364 225            | 15,6 (3.º)         |                    | 359 109  | 15,4 (3.º) |          | 18 / 129  |         | Oposição |
| 2003 | 312 598            | 16,6 (3.º)         | 1,0                | 296 929  | 15,5 (3.º) | 0,1      | 18 / 129  | Estável | Oposição |
| 2007 | 334 743            | 16,6 (3.º)         | Estável            | 284 005  | 13,9 (3.º) | 1,6      | 17 / 129  | 1       | Oposição |
| 2011 | 276 652            | 13,9 (3.º)         | 2,7                | 245 967  | 12,4 (3.º) | 1,5      | 15 / 129  | 2       | Oposição |
| 2015 | 501 844            | 22,0 (2.º)         | 8,1                | 524 222  | 22,9 (2.º) | 10,5     | 31 / 129  | 16      | Oposição |

### Eleições europeias

#### Resultados referentes à Escócia
| Data | Votos   | %          | +/- | Deputados | +/-     |
| ---- | ------- | ---------- | --- | --------- | ------- |
| 1979 | N/D     | N/D        |     | 5 / 8     |         |
| 1984 | N/D     | N/D        |     | 2 / 8     | 3       |
| 1989 | N/D     | N/D        |     | 1 / 8     | 1       |
| 1994 | N/D     | N/D        |     | 0 / 8     | 1       |
| 1999 | 195 296 | 19,8 (3.º) |     | 2 / 8     | 2       |
| 2004 | 209 028 | 17,8 (3.º) | 2,0 | 2 / 7     | Estável |
| 2009 | 185 794 | 16,8 (3.º) | 1,0 | 1 / 6     | 1       |
| 2014 | 231 330 | 17,2 (3.º) | 0,4 | 1 / 6     | Estável |